# Liste der Kulturdenkmale in Werra-Suhl-Tal
Die Liste der Kulturdenkmale in Werra-Suhl-Tal umfasst die als Ensembles, Straßenzüge und Einzeldenkmale erfassten Kulturdenkmale in der thüringischen Gemeinde Werra-Suhl-Tal im Wartburgkreis.
Die Angaben in der Liste ersetzen nicht die rechtsverbindliche Auskunft der zuständigen Denkmalschutzbehörde.

## Legende
- Bild: zeigt ein Bild des Kulturdenkmals und gegebenenfalls einen Link zu weiteren Fotos des Kulturdenkmals im Medienarchiv Wikimedia Commons
- Bezeichnung: Name, Bezeichnung oder die Art des Kulturdenkmals
- Lage: Wenn vorhanden Straßenname und Hausnummer des Kulturdenkmals; Grundsortierung der Liste erfolgt nach dieser Adresse. Der Link Karte führt zu verschiedenen Kartendarstellungen und nennt die Koordinaten des Kulturdenkmals.
 Kartenansicht, um Koordinaten zu setzen – in dieser Kartenansicht sind Kulturdenkmale ohne Koordinaten mit einem roten bzw. orangen Marker dargestellt und können in der Karte gesetzt werden. Kulturdenkmale ohne Bild sind mit einem blauen bzw. roten Marker gekennzeichnet, Kulturdenkmale mit Bild mit einem grünen bzw. orangen Marker.
- Datierung: gibt das Jahr der Fertigstellung beziehungsweise das Datum der Erstnennung oder den Zeitraum der Errichtung an
- Beschreibung: bauliche und geschichtliche Einzelheiten des Kulturdenkmals, vorzugsweise die Denkmaleigenschaften
- ID: Die ID identifiziert das Kulturdenkmal eindeutig. In Thüringen sind aktuell keine IDs veröffentlicht. In der ID-Spalte kann sich auch folgendes Icon  befinden, dies führt zu Angaben zu diesem Kulturdenkmal bei Wikidata.

## Ensembles
| Bild | Bezeichnung                                                              | Lage | Datierung | Beschreibung | ID |
| --- | ------------------------------------------------------------------------ | --- | --------- | ------------ | -- |
| [[Vorlage:Bilderwunsch/code!/O:!/C:50.939308,10.068637!/D:Alter Hof komplett; Am Felsenkeller 1, 1a, 2; Am Mühlrasen o.Nr.; Borngraben komplett; Dippacher Straße 1, 2, 3, 8a, 9a; Hinter der Stadt 8, 9; Kirchplatz komplett; Kirchstraße komplett; Lappengasse komplett; Leinwandsgraben, Der Leinwandgraben komplett; Lindenstraße 1, 1a, 2; Löbersgasse 1; Lutherstraße komplett; Markt komplett; Mühlweg 1, 2, 3, 4, 5; Obere Werragasse komplett; Schwanengasse komplett; Schwarze Gasse komplett; Untere Werragasse komplett; Untertor o.Nr.; Weingasse komplett; Werrastraße 4; Wilhelmsplatz komplett, Bauliche Gesamtanlage Historische Stadtanlage Berka an der Werra!/\|BW]]               | Bauliche Gesamtanlage Historische Stadtanlage Berka an der Werra         | Berka a. d. Werra, Alter Hof komplett; Am Felsenkeller 1, 1a, 2; Am Mühlrasen o.Nr.; Borngraben komplett; Dippacher Straße 1, 2, 3, 8a, 9a; Hinter der Stadt 8, 9; Kirchplatz komplett; Kirchstraße komplett; Lappengasse komplett; Leinwandsgraben, Der Leinwandgraben komplett; Lindenstraße 1, 1a, 2; Löbersgasse 1; Lutherstraße komplett; Markt komplett; Mühlweg 1, 2, 3, 4, 5; Obere Werragasse komplett; Schwanengasse komplett; Schwarze Gasse komplett; Untere Werragasse komplett; Untertor o.Nr.; Weingasse komplett; Werrastraße 4; Wilhelmsplatz komplett (Karte)                  |           |              |    |
| BW | Bauliche Gesamtanlage Kaliwerk Alexandershall                            | Berka a. d. Werra, Dippacher Straße 10, 12, 12a (Karte) |           |              |    |
| [[Vorlage:Bilderwunsch/code!/O:!/C:50.923827,10.016103!/D:An der Dorflinde komplett; Bahnhofstraße 1, 2, 3, 4, 5, 6, 7, 8, 9, 10, 11, 12, 13, 14, 15, 17, 19, 21, 23, 23a, 25, 27, 29, 31, 33, 35, 37, 39, 41; Diesberg 1, 3, 5, 7, 9, 11, 13, 15, 17, 19; Dorfmühle komplett; Fohlengasse komplett; Herrenstraße komplett; In der Höhle komplett; Oberdorf komplett; Puzzemannsgasse komplett; Richard-Wagner-Straße 3, 5, 7, 9, 20; Schloßgasse komplett; Schulstraße komplett; Schöne Aussicht komplett; Schulhof komplett; Unterm Berg komplett; Weinbergstraße komplett; Weite Gasse komplett; Zur alten Werrabrücke komplett, Bauliche Gesamtanlage Historischer Ortskern Dankmarshausen!/\|BW]] | Bauliche Gesamtanlage Historischer Ortskern Dankmarshausen               | Dankmarshausen, An der Dorflinde komplett; Bahnhofstraße 1, 2, 3, 4, 5, 6, 7, 8, 9, 10, 11, 12, 13, 14, 15, 17, 19, 21, 23, 23a, 25, 27, 29, 31, 33, 35, 37, 39, 41; Diesberg 1, 3, 5, 7, 9, 11, 13, 15, 17, 19; Dorfmühle komplett; Fohlengasse komplett; Herrenstraße komplett; In der Höhle komplett; Oberdorf komplett; Puzzemannsgasse komplett; Richard-Wagner-Straße 3, 5, 7, 9, 20; Schloßgasse komplett; Schulstraße komplett; Schöne Aussicht komplett; Schulhof komplett; Unterm Berg komplett; Weinbergstraße komplett; Weite Gasse komplett; Zur alten Werrabrücke komplett (Karte) |           |              |    |
| BW | Kennzeichnendes Straßen und Platzbild Straßenzug Berkaer Straße 1 bis 21 | Dippach, Berkaer Straße 10-21 (Karte) |           |              |    |
| BW | Bauliche Gesamtanlage Historischer Ortskern Großensee                    | Großensee, Am Sandgraben 4; Am Wasser 14, 16; Hauptstraße 18, 20, 42, 43, 45 (Karte) |           |              |    |

## Einzeldenkmale nach Gemarkungen

### Abteroda
| Bild                                    | Bezeichnung | Lage                                                                         | Datierung | Beschreibung | ID |
| --------------------------------------- | ----------- | ---------------------------------------------------------------------------- | --------- | ------------ | -- |
| BW                                      | Hofanlage   | Abteroda, Abterodaer Straße 2 (Karte)                                        |           |              |    |
| BW                                      | Wohnhaus    | Abteroda, Abterodaer Straße 3 (Karte)                                        |           |              |    |
| Direkt Bild zu diesem Denkmal hochladen | Grenzstein  | Abteroda, Am Weg in der Feldflur, Hinter dem Hitz an der Gospenrodaer Grenze |           |              |    |
| Direkt Bild zu diesem Denkmal hochladen | Grenzstein  | Abteroda, Am Weg in der Feldflur, Auf dem Streitplatz                        |           |              |    |
| Direkt Bild zu diesem Denkmal hochladen | Grenzstein  | Abteroda, Am Weg in der Feldflur, Hinter dem Streitplatz                     |           |              |    |
| Direkt Bild zu diesem Denkmal hochladen | Grenzstein  | Abteroda, Weg in der Feldmark, Hinter dem Hitz an der Gospenrodaer Grenze    |           |              |    |

### Auenheim-Rienau
| Bild | Bezeichnung | Lage                                 | Datierung | Beschreibung | ID |
| ---- | ----------- | ------------------------------------ | --------- | ------------ | -- |
| BW   | Hofanlage   | Auenheim-Rienau, Auenheim 10 (Karte) |           |              |    |

### Berka an der Werra
| Bild                           | Bezeichnung                             | Lage                                                                    | Datierung | Beschreibung    | ID |
| ------------------------------ | --------------------------------------- | ----------------------------------------------------------------------- | --------- | --------------- | -- |
| BW                             | Schule                                  | Berka a. d. Werra, Am Felsenkeller 1 (Karte)                            |           |                 |    |
| BW                             | Villa                                   | Berka a. d. Werra, Dippacher Straße 10 (Karte)                          |           | mit Ausstattung |    |
| BW                             | Torpfosten                              | Berka a. d. Werra, Dippacher Straße 10 (Karte)                          |           |                 |    |
| weitere Bilder Fotos hochladen | Friedhof                                | Berka a. d. Werra, Friedhofstraße o. Nr. (Karte)                        |           |                 |    |
| weitere Bilder Fotos hochladen | Grabanlage Familie Böhmel               | Berka a. d. Werra, Friedhofstraße o. Nr. (Karte)                        |           |                 |    |
| Fotos hochladen                | Grabmal Familie Bäumler                 | Berka a. d. Werra, Friedhofstraße o. Nr. (Karte)                        |           |                 |    |
| Fotos hochladen                | Friedhofskapelle                        | Berka a. d. Werra, Friedhofstraße o. Nr. (Karte)                        |           |                 |    |
| Fotos hochladen                | Kriegerdenkmal 1. Weltkrieg             | Berka a. d. Werra, Friedhofstraße o. Nr. (Karte)                        |           |                 |    |
| Fotos hochladen                | Mahnmal für Opfer des 2. Weltkrieges    | Berka a. d. Werra, Friedhofstraße o. Nr. (Karte)                        |           |                 |    |
| BW                             | Wohnhaus                                | Berka a. d. Werra, Hinter der Stadt 8 (Karte)                           |           |                 |    |
| BW                             | Scheune                                 | Berka a. d. Werra, Hinter der Stadt 8 (Karte)                           |           |                 |    |
| BW                             | Hofanlage                               | Berka a. d. Werra, Hinter der Stadt 9 (Karte)                           |           |                 |    |
| weitere Bilder Fotos hochladen | Evangelische Stadtkirche St. Laurentius | Berka a. d. Werra, Kirchplatz 16 (Karte)                                |           | mit Ausstattung |    |
| BW                             | Wohnhaus                                | Berka a. d. Werra, Kirchplatz 4 (Karte)                                 |           |                 |    |
| BW                             | Wohnhaus                                | Berka a. d. Werra, Kirchstraße 10 (Karte)                               |           |                 |    |
| BW                             | Gasthof Alter Stern                     | Berka a. d. Werra, Kirchstraße 6 (Karte)                                |           |                 |    |
| BW                             | Wohnhaus                                | Berka a. d. Werra, Kirchstraße 8 (Karte)                                |           |                 |    |
| BW                             | Büro- und Verwaltungsgebäude            | Berka a. d. Werra, Kirchstraße 9 (Karte)                                |           |                 |    |
| BW                             | Wohnhaus, Kindergarten                  | Berka a. d. Werra, Lappengasse 3 (Karte)                                |           |                 |    |
| BW                             | Wohnhaus                                | Berka a. d. Werra, Lappengasse 7 (Karte)                                |           |                 |    |
| BW                             | Wohnhaus                                | Berka a. d. Werra, Lappengasse 8 (Karte)                                |           |                 |    |
| weitere Bilder Fotos hochladen | Torhaus Untertor                        | Berka a. d. Werra, Lutherstraße o. Nr. (Karte)                          |           |                 |    |
| BW                             | Wohnhaus                                | Berka a. d. Werra, Lutherstraße 2 (Karte)                               |           |                 |    |
| BW                             | Wohn- und Geschäftshaus                 | Berka a. d. Werra, Lutherstraße 3 (Karte)                               |           |                 |    |
| BW                             | Wohnhaus                                | Berka a. d. Werra, Lutherstraße 4 (Karte)                               |           |                 |    |
| BW                             | Wohnhaus                                | Berka a. d. Werra, Lutherstraße 7 (Karte)                               |           |                 |    |
| BW                             | Wohnhaus                                | Berka a. d. Werra, Lutherstraße 8 (Karte)                               |           |                 |    |
| BW                             | Wohnhaus                                | Berka a. d. Werra, Lutherstraße 12 (Karte)                              |           |                 |    |
| BW                             | Gasthof Zum Schwan                      | Berka a. d. Werra, Lutherstraße 13 (Karte)                              |           |                 |    |
| BW                             | Wohnhaus                                | Berka a. d. Werra, Lutherstraße 18 (Karte)                              |           |                 |    |
| BW                             | Wohnhaus                                | Berka a. d. Werra, Lutherstraße 20 (Karte)                              |           |                 |    |
| BW                             | Wohn- und Geschäftshaus                 | Berka a. d. Werra, Lutherstraße 29 (Karte)                              |           |                 |    |
| BW                             | Wohnhaus                                | Berka a. d. Werra, Lutherstraße 30 (Karte)                              |           |                 |    |
| BW                             | Gasthof Zur Post                        | Berka a. d. Werra, Lutherstraße 46 (Karte)                              |           |                 |    |
| weitere Bilder Fotos hochladen | Rathaus                                 | Berka a. d. Werra, Markt 1 (Karte)                                      |           |                 |    |
| BW                             | Wohnhaus                                | Berka a. d. Werra, Markt 2 (Karte)                                      |           |                 |    |
| BW                             | Wohnhaus, sogenanntes Hessisches Haus   | Berka a. d. Werra, Markt 8 (Karte)                                      |           |                 |    |
| BW                             | Wohnhaus                                | Berka a. d. Werra, Mühlweg 1 (Karte)                                    |           |                 |    |
| BW                             | Mühlenanwesen                           | Berka a. d. Werra, Mühlweg 8, 9, 10,11 (Karte)                          |           |                 |    |
| BW                             | Villa                                   | Berka a. d. Werra, Poststraße 2 (Karte)                                 |           |                 |    |
| BW                             | Wegeobelisk, sogenannter Siechenstein   | Berka a. d. Werra, Untertor o. Nr. (Karte)                              |           |                 |    |
| BW                             | Wohnhaus                                | Berka a. d. Werra, Weingasse 13 (Karte)                                 |           |                 |    |
| BW                             | Wohnhaus                                | Berka a. d. Werra, Weingasse 3 (Karte)                                  |           |                 |    |
| BW                             | Wohnhaus                                | Berka a. d. Werra, Weingasse 8 (Karte)                                  |           |                 |    |
| weitere Bilder Fotos hochladen | Wasserkraftwerk                         | Berka a. d. Werra, Werraufer/Rasenmühle, Flur 4, Flurstück 1601 (Karte) | 1910      |                 |    |

### Dankmarshausen
| Bild                                    | Bezeichnung                            | Lage                                                   | Datierung | Beschreibung    | ID |
| --------------------------------------- | -------------------------------------- | ------------------------------------------------------ | --------- | --------------- | -- |
| BW                                      | Bahnhof                                | Dankmarshausen, Am Bahnhof 2 (Karte)                   |           |                 |    |
| BW                                      | Wohnhaus                               | Dankmarshausen, An der Dorflinde 3 (Karte)             |           |                 |    |
| BW                                      | Wohnhaus                               | Dankmarshausen, An der Dorflinde 4 (Karte)             |           |                 |    |
| BW                                      | Wohnhaus                               | Dankmarshausen, Bahnhofstraße 3 (Karte)                |           |                 |    |
| BW                                      | Wohnhaus                               | Dankmarshausen, Bahnhofstraße 8 (Karte)                |           |                 |    |
| BW                                      | Wohnhaus                               | Dankmarshausen, Bahnhofstraße 9 (Karte)                |           |                 |    |
| BW                                      | Wohnhaus                               | Dankmarshausen, Bahnhofstraße 10 (Karte)               |           |                 |    |
| BW                                      | Wohnhaus                               | Dankmarshausen, Bahnhofstraße 12 (Karte)               |           |                 |    |
| BW                                      | Wohnhaus                               | Dankmarshausen, Bahnhofstraße 15 (Karte)               |           |                 |    |
| BW                                      | Wohnhaus                               | Dankmarshausen, Bahnhofstraße 17 (Karte)               |           |                 |    |
| BW                                      | Wohnhaus                               | Dankmarshausen, Bahnhofstraße 19 (Karte)               |           |                 |    |
| BW                                      | Wohnhaus                               | Dankmarshausen, Bahnhofstraße 23 (Karte)               |           |                 |    |
| BW                                      | Wohnhaus                               | Dankmarshausen, Diesberg 16 (Karte)                    |           |                 |    |
| BW                                      | Wohnhaus                               | Dankmarshausen, Diesberg 26 (Karte)                    |           |                 |    |
| BW                                      | Wohnhaus                               | Dankmarshausen, Diesberg 30 (Karte)                    |           |                 |    |
| BW                                      | Scheune                                | Dankmarshausen, Dorfmühle 1 (Karte)                    |           |                 |    |
| BW                                      | Wohnhaus                               | Dankmarshausen, Dorfmühle 2 (Karte)                    |           |                 |    |
| BW                                      | Wohnhaus                               | Dankmarshausen, Fohlengasse 4 (Karte)                  |           |                 |    |
| BW                                      | Hofanlage                              | Dankmarshausen, Herrenstraße 1, 3 (Karte)              |           |                 |    |
| BW                                      | Wohnhaus                               | Dankmarshausen, Herrenstraße 2 (Karte)                 |           |                 |    |
| BW                                      | Wohnhaus                               | Dankmarshausen, In der Höhle 4 (Karte)                 |           |                 |    |
| BW                                      | Wohnhaus                               | Dankmarshausen, Oberdorf 2 (Karte)                     |           |                 |    |
| BW                                      | Wohnhaus                               | Dankmarshausen, Oberdorf 4 (Karte)                     |           |                 |    |
| BW                                      | Wohnhaus                               | Dankmarshausen, Oberdorf 5 (Karte)                     |           |                 |    |
| BW                                      | Wohnhaus                               | Dankmarshausen, Oberdorf 6 (Karte)                     |           |                 |    |
| BW                                      | Wohnhaus                               | Dankmarshausen, Oberdorf 7 (Karte)                     |           |                 |    |
| BW                                      | Wohnhaus                               | Dankmarshausen, Oberdorf 8 (Karte)                     |           |                 |    |
| BW                                      | Wohnhaus                               | Dankmarshausen, Oberdorf 13 (Karte)                    |           |                 |    |
| BW                                      | Hofanlage                              | Dankmarshausen, Oberdorf 14, 16 (Karte)                |           |                 |    |
| BW                                      | Wohnhaus                               | Dankmarshausen, Oberdorf 17 (Karte)                    |           |                 |    |
| BW                                      | Wohnhaus                               | Dankmarshausen, Oberdorf 18 (Karte)                    |           |                 |    |
| BW                                      | Wohnhaus                               | Dankmarshausen, Oberdorf 20 (Karte)                    |           |                 |    |
| BW                                      | Wohnhaus                               | Dankmarshausen, Richard-Wagner-Straße 5 (Karte)        |           |                 |    |
| BW                                      | Hofmauer                               | Dankmarshausen, Richard-Wagner-Straße 5 (Karte)        |           |                 |    |
| BW                                      | Torpfosten                             | Dankmarshausen, Richard-Wagner-Straße 5 (Karte)        |           |                 |    |
| BW                                      | Wohnhaus                               | Dankmarshausen, Richard-Wagner-Straße 14a, 14b (Karte) |           |                 |    |
| BW                                      | Wohnhaus                               | Dankmarshausen, Richard-Wagner-Straße 20 (Karte)       |           |                 |    |
| weitere Bilder Fotos hochladen          | Kalischachtanlage                      | Dankmarshausen, Schachtanlage 8 (Karte)                |           |                 |    |
| BW                                      | Kaue                                   | Dankmarshausen, Schachtanlage 9 (Karte)                |           |                 |    |
| BW                                      | Verwalterhaus                          | Dankmarshausen, Schachtanlage 8, 9 (Karte)             |           |                 |    |
| BW                                      | Herrenhaus                             | Dankmarshausen, Schloßgasse 2 (Karte)                  |           |                 |    |
| BW                                      | Wirtschaftsgebäude                     | Dankmarshausen, Schloßgasse 2 (Karte)                  |           |                 |    |
| BW                                      | Einfriedung                            | Dankmarshausen, Schloßgasse 2 (Karte)                  |           |                 |    |
| BW                                      | Wohnhaus                               | Dankmarshausen, Schloßgasse 3 (Karte)                  |           |                 |    |
| BW                                      | Wohnhaus                               | Dankmarshausen, Schöne Aussicht 1 (Karte)              |           |                 |    |
| BW                                      | Ehrenfriedhof (sowjetisch) Gedenkstein | Dankmarshausen, Schulhof o. Nr. (Karte)                |           |                 |    |
| BW                                      | Pfarrhaus                              | Dankmarshausen, Schulhof 1 (Karte)                     |           |                 |    |
| BW                                      | Schul- und Kantorhaus                  | Dankmarshausen, Schulhof 2 (Karte)                     |           |                 |    |
| weitere Bilder Fotos hochladen          | Evangelische St.-Kilian-Kirche         | Dankmarshausen, Schulhof 4 (Karte)                     |           | mit Ausstattung |    |
| BW                                      | Kirchhof                               | Dankmarshausen, Schulhof 4 (Karte)                     |           |                 |    |
| BW                                      | Kirchhofmauer                          | Dankmarshausen, Schulhof 4 (Karte)                     |           |                 |    |
| BW                                      | Wohnhaus                               | Dankmarshausen, Schulstraße 1 (Karte)                  |           |                 |    |
| BW                                      | Wohnhaus                               | Dankmarshausen, Schulstraße 2 (Karte)                  |           |                 |    |
| BW                                      | Wohnhaus                               | Dankmarshausen, Schulstraße 7 (Karte)                  |           |                 |    |
| BW                                      | Torpfosten                             | Dankmarshausen, Schulstraße 7 (Karte)                  |           |                 |    |
| BW                                      | Wohnhaus                               | Dankmarshausen, Schulstraße 8 (Karte)                  |           |                 |    |
| BW                                      | Wohnhaus                               | Dankmarshausen, Schulstraße 22 (Karte)                 |           |                 |    |
| BW                                      | Wohnhaus                               | Dankmarshausen, Schulstraße 24 (Karte)                 |           |                 |    |
| BW                                      | Wohnhaus                               | Dankmarshausen, Schulstraße 28 (Karte)                 |           |                 |    |
| BW                                      | Wohnhaus                               | Dankmarshausen, Schulstraße 3 (Karte)                  |           |                 |    |
| BW                                      | Wohnhaus                               | Dankmarshausen, Schulstraße 30 (Karte)                 |           |                 |    |
| BW                                      | Scheune                                | Dankmarshausen, Schulstraße 30 (Karte)                 |           |                 |    |
| BW                                      | Wohnhaus                               | Dankmarshausen, Schulstraße 34 (Karte)                 |           |                 |    |
| BW                                      | Wohnhaus                               | Dankmarshausen, Schulstraße 38 (Karte)                 |           |                 |    |
| BW                                      | Hofanlage                              | Dankmarshausen, Schulstraße 40 (Karte)                 |           |                 |    |
| BW                                      | Hofanlage                              | Dankmarshausen, Schulstraße 42 (Karte)                 |           |                 |    |
| BW                                      | Wohn- und Geschäftshaus                | Dankmarshausen, Weinbergstraße 10 (Karte)              |           |                 |    |
| BW                                      | Brückenkopf der Werrabrücke            | Dankmarshausen, Zur alten Werrabrücke o. Nr. (Karte)   |           |                 |    |
| BW                                      | Wohnhaus                               | Dankmarshausen, Zur alten Werrabrücke 1 (Karte)        |           |                 |    |
| BW                                      | Hofanlage: Wohnhaus                    | Dankmarshausen, Zur alten Werrabrücke 10 (Karte)       |           |                 |    |
| BW                                      | Hofanlage: Nebengebäude                | Dankmarshausen, Zur alten Werrabrücke 10 (Karte)       |           |                 |    |
| BW                                      | Wohnhaus                               | Dankmarshausen, Zur alten Werrabrücke 2 (Karte)        |           |                 |    |
| BW                                      | Torpfosten                             | Dankmarshausen, Zur alten Werrabrücke 2 (Karte)        |           |                 |    |
| BW                                      | Wohnhaus                               | Dankmarshausen, Zur alten Werrabrücke 3 (Karte)        |           |                 |    |
| BW                                      | Wohnhaus                               | Dankmarshausen, Zur alten Werrabrücke 4 (Karte)        |           |                 |    |
| BW                                      | Wohnhaus                               | Dankmarshausen, Zur alten Werrabrücke 5 (Karte)        |           |                 |    |
| BW                                      | Wohnhaus                               | Dankmarshausen, Zur alten Werrabrücke 8 (Karte)        |           |                 |    |
| Direkt Bild zu diesem Denkmal hochladen | Grenzsteine                            | Dankmarshausen, Feldflur                               |           |                 |    |

### Dippach
| Bild                                    | Bezeichnung                  | Lage                                                  | Datierung | Beschreibung    | ID |
| --------------------------------------- | ---------------------------- | ----------------------------------------------------- | --------- | --------------- | -- |
| BW                                      | Wohnhaus                     | Dippach, Berkaer Straße 1 (Karte)                     |           |                 |    |
| BW                                      | Wohnhaus                     | Dippach, Berkaer Straße 58 (Karte)                    |           |                 |    |
| BW                                      | Wohnhaus                     | Dippach, Dorfstraße 14 (Karte)                        |           |                 |    |
| BW                                      | Wohnhaus                     | Dippach, Heringer Straße 2 (Karte)                    |           |                 |    |
| BW                                      | Nebengebäude                 | Dippach, Heringer Straße 2 (Karte)                    |           |                 |    |
| BW                                      | Wohnhaus                     | Dippach, Heringer Straße 6 (Karte)                    |           |                 |    |
| BW                                      | Einfriedungsmauer            | Dippach, Heringer Straße 6 (Karte)                    |           |                 |    |
| weitere Bilder Fotos hochladen          | Evangelische Kirche Dippach  | Dippach, Liegensberg 1 (Karte)                        |           | mit Ausstattung |    |
| BW                                      | Kirchhof                     | Dippach, Liegensberg 1 (Karte)                        |           |                 |    |
| BW                                      | Wohnhaus                     | Dippach, Liegensberg 13 (Karte)                       |           |                 |    |
| Direkt Bild zu diesem Denkmal hochladen | Schmiedestein                | Dippach, Schloßplatz o. Nr.,Schloßplatz, Pfarrgarten  |           |                 |    |
| BW                                      | Gefallenendenkmal            | Dippach, Schloßplatz o. Nr., auf dem Friedhof (Karte) |           |                 |    |
| BW                                      | Wohnhaus                     | Dippach, Schloßplatz 1 (Karte)                        |           |                 |    |
| BW                                      | Herrenhaus                   | Dippach, Schloßplatz 3 (Karte)                        |           |                 |    |
| BW                                      | Hofanlage                    | Dippach, Schloßplatz 14 (Karte)                       |           |                 |    |
| BW                                      | Wohnhaus                     | Dippach, Schloßplatz 16 (Karte)                       |           |                 |    |
| BW                                      | Schäferhaus oder Austraghaus | Dippach, Schloßplatz 16 (Karte)                       |           |                 |    |

### Fernbreitenbach
| Bild                           | Bezeichnung                                 | Lage                                                                        | Datierung | Beschreibung    | ID |
| ------------------------------ | ------------------------------------------- | --------------------------------------------------------------------------- | --------- | --------------- | -- |
| BW                             | Wohnhaus                                    | Fernbreitenbach, Am Dorfwasser 2 (Karte)                                    |           |                 |    |
| BW                             | Hofanlage                                   | Fernbreitenbach, Bergstraße 1 (Karte)                                       |           |                 |    |
| BW                             | Wohnhaus                                    | Fernbreitenbach, Bergstraße 10 (Karte)                                      |           |                 |    |
| BW                             | Wohnhaus                                    | Fernbreitenbach, Bergstraße 2 (Karte)                                       |           |                 |    |
| BW                             | Wohnhaus                                    | Fernbreitenbach, Bergstraße 5 (Karte)                                       |           |                 |    |
| BW                             | Wohnhaus                                    | Fernbreitenbach, Bergstraße 6 (Karte)                                       |           |                 |    |
| BW                             | Wohnhaus                                    | Fernbreitenbach, Brückenstraße 1 (Karte)                                    |           |                 |    |
| weitere Bilder Fotos hochladen | Evangelisch-lutherische Heilig-Geist-Kirche | Fernbreitenbach, Brückenstraße 3 (Karte)                                    |           | mit Ausstattung |    |
| BW                             | Kirchhof                                    | Fernbreitenbach, Brückenstraße 3 (Karte)                                    |           |                 |    |
| BW                             | Kirchhofmauer                               | Fernbreitenbach, Brückenstraße 3 (Karte)                                    |           |                 |    |
| BW                             | Hofanlage                                   | Fernbreitenbach, Brückenstraße 6 (Karte)                                    |           |                 |    |
| BW                             | Gefallenendenkmal Erster Weltkrieg          | Fernbreitenbach, Eisenacher Straße o. Nr., am Eingang des Friedhofs (Karte) |           |                 |    |
| BW                             | Wohnhaus                                    | Fernbreitenbach, Eisenacher Straße 1 (Karte)                                |           |                 |    |
| BW                             | Wohnhaus                                    | Fernbreitenbach, Eisenacher Straße 3 (Karte)                                |           |                 |    |
| BW                             | Wohnhaus                                    | Fernbreitenbach, Eisenacher Straße 6 (Karte)                                |           |                 |    |
| BW                             | Hofanlage                                   | Fernbreitenbach, Eisenacher Straße 8 (Karte)                                |           |                 |    |
| BW                             | Wohnhaus                                    | Fernbreitenbach, Eisenacher Straße 9 (Karte)                                |           |                 |    |
| BW                             | Wohnhaus                                    | Fernbreitenbach, Eisenacher Straße 11 (Karte)                               |           |                 |    |
| BW                             | Wohnhaus                                    | Fernbreitenbach, Eisenacher Straße 13 (Karte)                               |           |                 |    |
| BW                             | Anbau                                       | Fernbreitenbach, Eisenacher Straße 13 (Karte)                               |           |                 |    |
| BW                             | Scheune                                     | Fernbreitenbach, Eisenacher Straße 13 (Karte)                               |           |                 |    |
| BW                             | Wohnhaus                                    | Fernbreitenbach, Eisenacher Straße 17 (Karte)                               |           |                 |    |
| BW                             | Wohnhaus                                    | Fernbreitenbach, Eisenacher Straße 21 (Karte)                               |           |                 |    |
| BW                             | Wohnhaus                                    | Fernbreitenbach, Landersstraße 2 (Karte)                                    |           |                 |    |
| BW                             | Mühlenanwesen Lindigsmühle                  | Fernbreitenbach, Lindigsmühle 1 (Karte)                                     |           |                 |    |

### Gospenroda
| Bild                                    | Bezeichnung                                              | Lage                                         | Datierung | Beschreibung      | ID |
| --------------------------------------- | -------------------------------------------------------- | -------------------------------------------- | --------- | ----------------- | -- |
| BW                                      | Wohnhaus                                                 | Gospenroda, Am hohen Rain 5 (Karte)          |           |                   |    |
| BW                                      | Wohnhaus                                                 | Gospenroda, Eichelsstraße 19 (Karte)         |           |                   |    |
| BW                                      | Nebengebäude                                             | Gospenroda, Eichelsstraße 19 (Karte)         |           |                   |    |
| BW                                      | Wohnhaus, Saalbau, ehemalige Dorfschule                  | Gospenroda, Eichelsstraße 23 (Karte)         |           |                   |    |
| BW                                      | Wohnhaus                                                 | Gospenroda, Eichelsstraße 8 (Karte)          |           |                   |    |
| Direkt Bild zu diesem Denkmal hochladen | Fabrik, ehemalige MBE (Metalbau Eisenach)                | Gospenroda, Eichrodter Weg 150               |           | liegt in Eisenach |    |
| weitere Bilder Fotos hochladen          | Evangelisch-lutherische Pfarr- und Dorfkirche Gospenroda | Gospenroda, Friedensstraße 2 (Karte)         |           | mit Ausstattung   |    |
| BW                                      | Kirchhof                                                 | Gospenroda, Friedensstraße 2 (Karte)         |           |                   |    |
| BW                                      | Gefallenendenkmal                                        | Gospenroda, Friedensstraße 2 (Karte)         |           |                   |    |
| BW                                      | Wohnhaus                                                 | Gospenroda, Thomas-Müntzer-Straße 14 (Karte) |           |                   |    |
| BW                                      | Scheune                                                  | Gospenroda, Thomas-Müntzer-Straße 2 (Karte)  |           |                   |    |

### Großensee
| Bild                                    | Bezeichnung                  | Lage                              | Datierung | Beschreibung    | ID |
| --------------------------------------- | ---------------------------- | --------------------------------- | --------- | --------------- | -- |
| BW                                      | Wohnhaus                     | Großensee, Am Wasser 13 (Karte)   |           |                 |    |
| BW                                      | Wohnhaus                     | Großensee, Am Wasser 15 (Karte)   |           |                 |    |
| BW                                      | Hofanlage                    | Großensee, Am Wasser 17 (Karte)   |           |                 |    |
| weitere Bilder Fotos hochladen          | Evangelische Filialkirche    | Großensee, Hauptstraße 1 (Karte)  |           | mit Ausstattung |    |
| BW                                      | Kirchhof                     | Großensee, Hauptstraße 1 (Karte)  |           |                 |    |
| BW                                      | Kirchhofmauer                | Großensee, Hauptstraße 1 (Karte)  |           |                 |    |
| BW                                      | Torpfosten                   | Großensee, Hauptstraße 1 (Karte)  |           |                 |    |
| BW                                      | Wohnhaus                     | Großensee, Hauptstraße 12 (Karte) |           |                 |    |
| BW                                      | Wohnhaus                     | Großensee, Hauptstraße 19 (Karte) |           |                 |    |
| BW                                      | Wohnhaus                     | Großensee, Hauptstraße 2 (Karte)  |           |                 |    |
| BW                                      | Nebengebäude                 | Großensee, Hauptstraße 2 (Karte)  |           |                 |    |
| BW                                      | Wohnhaus, Gasthaus Zum Stern | Großensee, Hauptstraße 3 (Karte)  |           |                 |    |
| BW                                      | Wohnhaus                     | Großensee, Hauptstraße 4 (Karte)  |           |                 |    |
| BW                                      | Wohnhaus                     | Großensee, Hauptstraße 41 (Karte) |           |                 |    |
| Direkt Bild zu diesem Denkmal hochladen | Backhaus                     | Großensee, Hauptstraße 41         |           |                 |    |
| BW                                      | Wohnhaus                     | Großensee, Hauptstraße 44 (Karte) |           |                 |    |
| BW                                      | Gasthof Schwan               | Großensee, Hauptstraße 5 (Karte)  |           |                 |    |
| BW                                      | Wohnhaus                     | Großensee, Hauptstraße 7 (Karte)  |           |                 |    |
| BW                                      | Nebengebäude                 | Großensee, Hauptstraße 7 (Karte)  |           |                 |    |
| BW                                      | Wohnhaus                     | Großensee, Mühlgasse 23 (Karte)   |           |                 |    |
| BW                                      | Wohnhaus                     | Großensee, Mühlgasse 24 (Karte)   |           |                 |    |
| BW                                      | Wohnhaus                     | Großensee, Töpfergasse 28 (Karte) |           |                 |    |
| BW                                      | Wohnhaus                     | Großensee, Töpfergasse 37 (Karte) |           |                 |    |

### Hausbreitenbach
| Bild | Bezeichnung | Lage                                          | Datierung | Beschreibung | ID |
| ---- | ----------- | --------------------------------------------- | --------- | ------------ | -- |
| BW   | Gutshaus    | Hausbreitenbach, Marksuhler Straße 17 (Karte) |           |              |    |
| BW   | Wohnhaus    | Hausbreitenbach, Marksuhler Straße 20 (Karte) |           |              |    |
| BW   | Wohnhaus    | Hausbreitenbach, Marksuhler Straße 25 (Karte) |           |              |    |
| BW   | Wohnhaus    | Hausbreitenbach, Rienauer Weg 2 (Karte)       |           |              |    |

### Herda
| Bild | Bezeichnung                                    | Lage                                                 | Datierung | Beschreibung    | ID |
| ---- | ---------------------------------------------- | ---------------------------------------------------- | --------- | --------------- | -- |
| BW   | Wohnhaus                                       | Herda, Alte Straße 5 (Karte)                         |           |                 |    |
| BW   | Wohnhaus                                       | Herda, Alte Straße 7 (Karte)                         |           |                 |    |
| BW   | Wohnhaus                                       | Herda, Alte Straße 13 (Karte)                        |           |                 |    |
| BW   | Wohnhaus                                       | Herda, Alte Straße 15 (Karte)                        |           |                 |    |
| BW   | Wohnhaus                                       | Herda, Alte Straße 21 (Karte)                        |           |                 |    |
| BW   | Nebengelaß                                     | Herda, Alte Straße 21 (Karte)                        |           |                 |    |
| BW   | Wohnhaus                                       | Herda, Alte Straße 22 (Karte)                        |           |                 |    |
| BW   | Wohnhaus                                       | Herda, Alte Straße 23 (Karte)                        |           |                 |    |
| BW   | Wohnhaus                                       | Herda, Alte Straße 25 (Karte)                        |           |                 |    |
| BW   | Wohnhaus                                       | Herda, Am Bach 6, 8 (Karte)                          |           |                 |    |
| BW   | Wohnhaus                                       | Herda, Fritz-Erbe-Straße 9 (Karte)                   |           |                 |    |
| BW   | Wohnhaus                                       | Herda, Fritz-Erbe-Straße 15 (Karte)                  |           |                 |    |
| BW   | Wohnhaus                                       | Herda, Fritz-Erbe-Straße 17 (Karte)                  |           |                 |    |
| BW   | Wohnhaus                                       | Herda, Fritz-Erbe-Straße 19 (Karte)                  |           |                 |    |
| BW   | Wohnhaus                                       | Herda, Fritz-Erbe-Straße 30 (Karte)                  |           |                 |    |
| BW   | Wohnhaus                                       | Herda, Fritz-Erbe-Straße 32 (Karte)                  |           |                 |    |
| BW   | Wohnhaus                                       | Herda, Fritz-Erbe-Straße 33 (Karte)                  |           |                 |    |
| BW   | Wohnhaus                                       | Herda, Fritz-Erbe-Straße 35 (Karte)                  |           |                 |    |
| BW   | Wohnhaus                                       | Herda, Fritz-Erbe-Straße 37 (Karte)                  |           |                 |    |
| BW   | Gefallenendenkmal                              | Herda, Gerstunger Straße o. Nr., am Friedhof (Karte) |           |                 |    |
| BW   | Evangelisch-lutherische Kirche St. Margarethen | Herda, Hinter der Kirche o. Nr. (Karte)              |           | mit Ausstattung |    |
| BW   | Kirchhof                                       | Herda, Hinter der Kirche o. Nr. (Karte)              |           |                 |    |
| BW   | Epitaph                                        | Herda, Hinter der Kirche o. Nr. (Karte)              |           |                 |    |
| BW   | Kirchhofmauer                                  | Herda, Hinter der Kirche o. Nr. (Karte)              |           |                 |    |
| BW   | Pfarrhof                                       | Herda, Hinter der Kirche 1 (Karte)                   |           |                 |    |
| BW   | Dorfplatz Lindenplatz                          | Herda, Hinter der Kirche 4 (Karte)                   |           |                 |    |
| BW   | Wohnhaus                                       | Herda, Krämergasse 1 (Karte)                         |           |                 |    |
| BW   | Wohnhaus                                       | Herda, Krämergasse 3 (Karte)                         |           |                 |    |
| BW   | Wohnhaus                                       | Herda, Krämergasse 4 (Karte)                         |           |                 |    |
| BW   | Wohnhaus                                       | Herda, Krämergasse 6 (Karte)                         |           |                 |    |
| BW   | Wohnhaus                                       | Herda, Krämergasse 9 (Karte)                         |           |                 |    |
| BW   | Wohnhaus Brunnen                               | Herda, Krämergasse 12 (Karte)                        |           |                 |    |
| BW   | Wohnhaus                                       | Herda, Krämergasse 16 (Karte)                        |           |                 |    |
| BW   | Wohnhaus                                       | Herda, Obergasse 10 (Karte)                          |           |                 |    |
| BW   | Hofanlage                                      | Herda, Obergasse 22 (Karte)                          |           |                 |    |
| BW   | Wirtschaftsgebäude                             | Herda, Obergasse 9 (Karte)                           |           |                 |    |
| BW   | Wegobelisk                                     | Herda, L 1023 (Karte)                                |           |                 |    |

### Horschlitt
| Bild                                    | Bezeichnung               | Lage                                            | Datierung | Beschreibung    | ID |
| --------------------------------------- | ------------------------- | ----------------------------------------------- | --------- | --------------- | -- |
| BW                                      | Wohnhaus                  | Horschlitt, Am Baumgarten 1 (Karte)             |           |                 |    |
| BW                                      | Wohnhaus                  | Horschlitt, Am Baumgarten 4 (Karte)             |           |                 |    |
| BW                                      | Evangelische Filialkirche | Horschlitt, Karl-Marx-Straße o. Nr. (Karte)     |           | mit Ausstattung |    |
| BW                                      | Kirchhof                  | Horschlitt, Karl-Marx-Straße o. Nr. (Karte)     |           |                 |    |
| BW                                      | Stützmauer                | Horschlitt, Karl-Marx-Straße o. Nr. (Karte)     |           |                 |    |
| Direkt Bild zu diesem Denkmal hochladen | Baumbestand               | Horschlitt, Karl-Marx-Straße o. Nr.             |           |                 |    |
| BW                                      | Wohnhaus                  | Horschlitt, Karl-Marx-Straße 6 (Karte)          |           |                 |    |
| BW                                      | Wohnhaus                  | Horschlitt, Karl-Marx-Straße 7 (Karte)          |           |                 |    |
| BW                                      | Schule                    | Horschlitt, Karl-Marx-Straße 8 (Karte)          |           |                 |    |
| BW                                      | Wohnhaus                  | Horschlitt, Karl-Marx-Straße 9 (Karte)          |           |                 |    |
| BW                                      | Wohn- und Geschäftshaus   | Horschlitt, Karl-Marx-Straße 19 (Karte)         |           |                 |    |
| BW                                      | Wohnhaus                  | Horschlitt, Karl-Marx-Straße 2 (Karte)          |           |                 |    |
| BW                                      | Wohnhaus                  | Horschlitt, Karl-Marx-Straße 26 (Karte)         |           |                 |    |
| BW                                      | Hofanlage                 | Horschlitt, Oberland 3 (Karte)                  |           |                 |    |
| BW                                      | Wohnhaus                  | Horschlitt, Oberland 10 (Karte)                 |           |                 |    |
| Direkt Bild zu diesem Denkmal hochladen | Backofen                  | Horschlitt, Oberland 10                         |           |                 |    |
| BW                                      | Wohnhaus                  | Horschlitt, Zur Kupfergrube 1 (Karte)           |           |                 |    |
| BW                                      | Wohnhaus                  | Horschlitt, Zur Kupfergrube 15 (Karte)          |           |                 |    |
| BW                                      | Wohnhaus                  | Horschlitt, Zur Kupfergrube 5 (Karte)           |           |                 |    |
| Direkt Bild zu diesem Denkmal hochladen | Grenzstein                | Horschlitt, Weg in der Feldflur, Vor dem Spital |           |                 |    |

### Vitzeroda
| Bild                           | Bezeichnung                   | Lage                                     | Datierung | Beschreibung    | ID |
| ------------------------------ | ----------------------------- | ---------------------------------------- | --------- | --------------- | -- |
| BW                             | Hofanlage                     | Vitzeroda, Borngasse 37 (Karte)          |           |                 |    |
| BW                             | Wohnhaus                      | Vitzeroda, Borngasse 38 (Karte)          |           |                 |    |
| BW                             | Wohnhaus                      | Vitzeroda, Flurstraße 41 (Karte)         |           |                 |    |
| BW                             | Wohnhaus                      | Vitzeroda, Flurstraße 47 (Karte)         |           |                 |    |
| BW                             | Wohnhaus                      | Vitzeroda, Flurstraße 49 (Karte)         |           |                 |    |
| BW                             | Stallgebäude                  | Vitzeroda, Flurstraße 49 (Karte)         |           |                 |    |
| BW                             | Wohnhaus                      | Vitzeroda, Flurstraße 50 (Karte)         |           |                 |    |
| BW                             | Schule                        | Vitzeroda, Springerstraße 22 (Karte)     |           |                 |    |
| weitere Bilder Fotos hochladen | Evangelische Kirche Vitzeroda | Vitzeroda, Vitzerodaer Straße 1 (Karte)  |           | mit Ausstattung |    |
| BW                             | Kirchhof                      | Vitzeroda, Vitzerodaer Straße 1 (Karte)  |           |                 |    |
| BW                             | Gefallenendenkmal             | Vitzeroda, Vitzerodaer Straße 1 (Karte)  |           |                 |    |
| BW                             | Gasthaus Zur Linde            | Vitzeroda, Vitzerodaer Straße 23 (Karte) |           |                 |    |
| BW                             | Wohnhaus                      | Vitzeroda, Vitzerodaer Straße 24 (Karte) |           |                 |    |
| BW                             | Wohnhaus                      | Vitzeroda, Vitzerodaer Straße 3a (Karte) |           |                 |    |
| BW                             | Wohnhaus                      | Vitzeroda, Vitzerodaer Straße 31 (Karte) |           |                 |    |
| BW                             | Torpfosten                    | Vitzeroda, Vitzerodaer Straße 31 (Karte) |           |                 |    |
| BW                             | Wohnhaus                      | Vitzeroda, Vitzerodaer Straße 33 (Karte) |           |                 |    |
| BW                             | Stallgebäude                  | Vitzeroda, Vitzerodaer Straße 33 (Karte) |           |                 |    |
| BW                             | Wohnhaus                      | Vitzeroda, Vitzerodaer Straße 39 (Karte) |           |                 |    |

### Wünschensuhl
| Bild                           | Bezeichnung | Lage                                      | Datierung | Beschreibung    | ID |
| ------------------------------ | ----------- | ----------------------------------------- | --------- | --------------- | -- |
| BW                             | Wohnhaus    | Wünschensuhl, Am Hirtberg 1 (Karte)       |           |                 |    |
| BW                             | Wohnhaus    | Wünschensuhl, Hintergasse 14 (Karte)      |           |                 |    |
| BW                             | Wohnhaus    | Wünschensuhl, Hintergasse 2 (Karte)       |           |                 |    |
| BW                             | Wohnhaus    | Wünschensuhl, Hintergasse 7 (Karte)       |           |                 |    |
| weitere Bilder Fotos hochladen | Kirche      | Wünschensuhl, Im Körbach 2 (Karte)        |           | mit Ausstattung |    |
| BW                             | Kirchhof    | Wünschensuhl, Im Körbach 2 (Karte)        |           |                 |    |
| BW                             | Schule      | Wünschensuhl, Im Körbach 4 (Karte)        |           |                 |    |
| BW                             | Wohnhaus    | Wünschensuhl, Salzunger Straße 13 (Karte) |           |                 |    |
| BW                             | Wohnhaus    | Wünschensuhl, Salzunger Straße 16 (Karte) |           |                 |    |
| BW                             | Nebengelaß  | Wünschensuhl, Salzunger Straße 16 (Karte) |           |                 |    |
| BW                             | Wohnhaus    | Wünschensuhl, Salzunger Straße 25 (Karte) |           |                 |    |
| BW                             | Schule      | Wünschensuhl, Zum Rehlos 2 (Karte)        |           |                 |    |